# Tupanciretã
Tupanciretã é um município do estado do Rio Grande do Sul, no Brasil.

## Topônimo
"Tupanciretã" é um nome tupi que significa "terra da mãe de Deus", através da junção dos termos tupã ("Deus"), sy ("mãe") e retama ("terra").

## Geografia
Localiza-se a uma latitude 29º04'50" sul e a uma longitude 53º50'09" oeste, estando a uma altitude de 465 metros. Sua população estimada pelo IBGE em 2021 era de 24.182 habitantes.

### Clima
Segundo dados do Instituto Nacional de Meteorologia (INMET), desde agosto de 2016 a menor temperatura registrada em Tupanciretã foi de -3 °C em 18 de julho de 2017, e a maior atingiu 38,5°C em 17 de janeiro de 2022.

### Distritos
| Distrito         | População |
| ---------------- | --------- |
| Espinilho Grande | 1405      |
| Tupanciretã      | 19542     |

## Organização político-administrativa
O Município de Tupanciretã possui uma estrutura político-administrativa composta pelo Poder Executivo, chefiado por um Prefeito eleito por sufrágio universal, o qual é auxiliado diretamente por secretários municipais nomeados por ele, e pelo Poder Legislativo, institucionalizado pela Câmara Municipal de Tupanciretã, órgão colegiado de representação dos munícipes que é composto por vereadores também eleitos por sufrágio universal.